# Phan Đình Soạn
Phan Đình Soạn (1929 - 1972) nguyên là một tướng lĩnh Pháo binh của Quân lực Việt Nam Cộng hòa. Ông xuất thân từ khóa đầu tiên ở trường Sĩ quan Trừ bị do Chính phủ Quốc gia Việt Nam với sự hỗ trợ của Quân đội Pháp mở ra ở miền Nam, nhằm mục đích đào tạo sĩ quan người Việt phục vụ cho Quân đội Liên hiệp Pháp. Ra trường ông gia nhập Pháo binh và đã phục vụ ở Binh chủng này một thời gian dài. Năm 1972 khi đang mang cấp bậc Chuẩn tướng Tư lệnh phó Quân đoàn I, ông bị tử nạn trực thăng trong khi đang thi hành công vụ, được truy thăng cấp bậc Thiếu tướng.

## Tiểu sử & Binh nghiệp
Ông sinh ngày 16 tháng 11 năm 1929 trong một gia đình "Danh gia vọng tộc" khá giả tại Phú Lương, Quảng Điền, Thừa Thiên, miền Trung Việt Nam. Năm 1950 ông tốt nghiệp Trung học chương trình Pháp tại trường Quốc học Lycée Khải Định, Huế với văn bằng Tú tài bán phần (Part I).

### Quân đội Liên hiệp Pháp
Cuối tháng 9 năm 1951, thi hành lệnh động viên, ông nhập ngũ vào Quân đội Liên hiệp Pháp, mang số quân: 49/201.586. Theo học khóa 1 Lê Văn Duyệt tại trường Sĩ quan Trừ bị Thủ Đức, khai giảng ngày 1 tháng 10 năm 1951. Ngày 1 tháng 6 năm 1952 mãn khóa tốt nghiệp với cấp bậc Thiếu úy. Ra trường, ông được chọn vào Binh chủng Pháo binh.

### Quân đội Quốc gia Việt Nam
Thời điểm ông ra trường, Quân đội Quốc gia tách khỏi Quân đội Liên hiệp Pháp để thành lập Bộ Tổng tham mưu đầu tiên. Ông chuyển sang phục vụ cơ cấu mới này và được cử đi học khóa căn bản Pháo binh tại Thủ Dầu Một. Mãn khóa về Pháo đoàn 5 với chức vụ Trung đội trưởng. Ngày 1 tháng 11 năm 1953 ông được thăng cấp Trung úy tại nhiệm. Sau đó được cử giữ chức vụ Pháo đội trưởng.

### Quân đội Việt Nam Cộng hòa
Cuối tháng 10 năm 1955, từ Quân đội Quốc gia chuyển sang Quân đội Việt Nam Cộng hòa, ông được thăng cấp Đại úy và được chỉ định giữ chức vụ Pháo đoàn trưởng Pháo đoàn 5.
Trung tuần tháng 6 năm 1956, ông được cử đi du học khóa Pháo binh cao cấp tại Hoa Kỳ. Tháng 10 hồi hương và được đặt thuộc quyền sử dụng của Bộ chỉ huy Pháo binh. Đến đầu tháng 9 năm 1957, ông được thuyên chuyển đến Tiểu đoàn 2 Pháo binh thuộc Sư đoàn 2 Dã chiến.
Trung tuần tháng 1 năm 1959, ông tiếp tục được cử đi du học Pháo binh tại Hawaii (Hạ Uy Di), Tiểu bang Hải ngoại của Hoa Kỳ. Sau 2 tuần, ngày 1 tháng 2 mãn khóa về nước, được thuyên chuyển đến Bộ chỉ huy Pháo binh Sư đoàn 2 Bộ binh. Ba tuần sau, ngày 21 tháng 2, ông được cử giữ chức vụ Chỉ huy trưởng Pháo binh Sư đoàn 2. Ngày lễ Quốc khánh 26 tháng 10 cùng năm, ông được thăng cấp Thiếu tá, thuyên chuyển về Bộ tư lệnh Quân đoàn I ở Đà Nẵng giữ chức vụ Chỉ huy trưởng Pháo binh Quân đoàn, sau đó chuyển đến Pháo đội Công vụ nơi đặt Bộ chỉ huy Pháo binh Quân đoàn.
Tháng 7 năm 1963, ông được bổ nhiệm vào chức vụ Chỉ huy trưởng trường Pháo binh. Sau cuộc đảo chính Tổng thống Ngô Đình Diệm (ngày 1 tháng 11), ngày 5 tháng 11, ông được thăng cấp Trung tá tại nhiệm. Đầu năm 1965, ông được cử đi du học lớp Tham mưu cao cấp (khóa 1965 - 1) thụ huấn 16 tuần tại Đại học Chỉ huy và Tham mưu Fort Leavenworth, Kansas, Hoa Kỳ.
Trung tuần tháng 7 năm 1965, sau khi về nước, ông được chuyển đến trường Đại học Quân sự giữ chức Trưởng khối Sưu tầm. Tháng 2 năm 1966, thuyên chuyển về Bộ chỉ huy Pháo binh Trung ương. Sau đó, ông được cử giữ chức vụ Quyền Chỉ huy phó Bộ chỉ huy Pháo binh kiêm quyền Chỉ huy trưởng Trường Pháo binh. Tháng 10 cùng năm, chuyển sang ngạch sĩ quan hiện dịch, ông chính thức nhận chức vụ Chỉ huy trưởng trường Pháo binh.
Tháng 2 năm 1968, ông được thăng cấp Đại tá tại nhiệm. Ba tháng sau, ông nhận lệnh bàn giao chức vụ Chỉ huy trưởng trường Pháo binh để theo học khóa 1 Cao đẳng Quốc phòng. Tháng 10 cùng năm, ông được bổ nhiệm chức vụ Chỉ huy trưởng Bộ chỉ huy Pháo binh Trung ương. Thượng tuần tháng 7 năm 1969, ông theo học khóa 7 Thiết kế và Quản trị Chương trình tại trường Quân y. Đầu tháng 7 năm 1970, ông được thăng cấp Chuẩn tướng tại nhiệm. Đầu năm 1972, ông thuyên chuyển trở lại Quân khu 1. Sau đó, được cử giữ chức vụ Tư lệnh phó Quân đoàn I và Quân khu 1.
Ngày 25 tháng 2 năm 1972 ông được cử làm Trưởng đoàn hướng dẫn phái đoàn thuộc Quân đoàn I, từ Thị xã Đà Nẵng di chuyển bằng trực thăng ra thăm tàu Hải quân Hoa Kỳ neo tại vịnh Đà Nẵng. Trên đường trở về cùng ngày, phi cơ trục trặc kỹ thuật bị rớt chìm cách chân núi Hòn Hàn 2 cây số. Ông bị tử nạn, hưởng dương 43 tuổi. Mãi đến mười ngày sau mới tìm thấy thi thể của ông và những người trong đoàn.
Ông được truy thăng cấp bậc Thiếu tướng và truy tặng Đệ tứ đẳng Bảo quốc Huân chương kèm theo Anh dũng bội tinh với nhành Dương liễu.
Tang lễ được tổ chức theo lễ nghi Quân cách dành cho tướng lĩnh. An táng tại Nghĩa trang Quân đội Quốc gia Biên Hòa.
Năm 1978, gia đình cải táng và đưa hài cốt của ông về một ngôi chùa ở Sài Gòn.

## Huy chương
- Bảo quốc Huân chương đệ Tứ đẳng (truy tặng)
- Anh dũng Bội tinh với nhành Dương liễu (truy tặng)
- Nhiều huy chương quân sự, dân sự và Đồng minh

## Gia đình
- Thân phụ: Cụ Phan Đình Quýnh
- Thân mẫu: Cụ Nguyễn Khoa Diệu Khuê
- Nhạc phụ: Cụ Nguyễn Khoa Luyện
- Nhạc mẫu: Cụ Châu Thị Di
- Phu nhân: Bà Nguyễn Khoa Diệu Anh (1935-1980)[5]

Ông bà có bốn người co (2 trai, 2 gái):
Phan Thị Diệu Minh, Phan Đình Nguyên, Phan Đình Trung, Phan Đình Diệu Ánh.